# European Integrated Railway Radio Enhanced Network Project
Le projet EIRENE, acronyme de l'anglais : European Integrated Railway Radio Enhanced Network, en français : projet de Réseau amélioré de radiocommunication ferroviaire intégré européen, est un projet de concertation créé en 1993 par l'Union internationale des chemins de fer (UIC).

## Définition
En 1993, l'Union internationale des chemins de fer (UIC) choisit le standard GSM comme base pour ses futurs systèmes de communication mobile numérique.

L'UIC crée à cette occasion l'European Integrated Railway Radio Enhanced Network project ou Projet EIRENE.
Le but de ce projet est de :
- coordonner les différents besoins en équipements des utilisateurs ;
- établir les spécifications d'architecture du nouveau réseau de communication ;
- coordonner les différentes standardisations établies et les activités pré-opératoires.